# Qiao Hong
Qiao Hong (乔红, Wuhan, 21 november 1968) is een Chinees voormalig tafeltennisspeelster. Ze werd in 1989 wereldkampioen in zowel het enkel- (na een finale tegen Li Bun-hui) als dubbelspel (samen met Deng Yaping). Met Deng pakte ze een tweede wereldtitel voor dubbels in 1995, terwijl Qiao dat jaar de finale om de enkelspeltitel verloor van haar. Samen wonnen ze dubbelspelgoud op zowel de Olympische Zomerspelen 1992 als de Olympische Zomerspelen 1996.
Hong werd in 2005 opgenomen in de ITTF Hall of Fame.

## Loopbaan
Deng was voor Qiao zowel haar beste partner als haar meest gevreesde concurrent op grote toernooien. Waar het duo samen dubbelspeltitels aaneenreeg, moest Qiao in het enkelspel doorgaans buigen voor haar legendarische landgenote. Zo verloor ze behalve de WK-finale van 1995, ook de eindstrijd om de olympische enkelspeltitel van 1992 van Deng (3-1). Een kans op revanche in de olympische eindstrijd van 1996 bleef uit, omdat Qiao in de halve finale werd uitgeschakeld door de Chinees-Taiwanese Chen Jing (3-0).
Qiao en Deng wonnen de mondiale dubbeltitel in 1989 en 1995, maar stonden in 1991 en 1993 eveneens in de finale. Deze keren moesten ze het goud laten aan hun landgenotes Chen Zihe/Gao Jun en twee jaar later aan Liu Wei/Qiao Yunping.

## Erelijst
Belangrijkste resultaten:
- Olympisch kampioene dubbelspel 1992 en 1996 (beide met Deng Yaping)
- Wereldkampioen enkelspel 1989
- Wereldkampioen dubbelspel 1989 en 1995 (beide met Deng Yaping)
- Winnares WK voor landenteams 1993 en 1995 (met China)
- Winnares World Doubles Cup 1992 (met Deng Yaping)
- Winnares WTC-World Team Cup 1990, 1991 en 1995 (met China)
- Winnares Japan Open 1996 op de ITTF Pro Tour
- Winnares Aziatisch kampioenschap enkelspel 1990
- Winnares Aziatisch kampioenschap dubbelspel 1990 (met Hu Xiaoxin)
- Winnares Aziatisch kampioenschap landentoernooi 1994 (met China)

1988: Yang Young-ja / Hyun Jung-hwa ·
1992: Deng Yaping / Qiao Hong ·
1996: Deng Yaping / Qiao Hong ·
2000: Li Ju / Wang Nan ·
2004: Zhang Yining / Wang Nan